# Comuna Hrușiv, Mîronivka
Hrușiv (în ucraineană Грушів) este o comună în raionul Mîronivka, regiunea Kiev, Ucraina, formată din satele Dudari, Hodoriv, Hrușiv (reședința) și Vedmedivka.

## Demografie
Componența lingvistică a comunei Hrușiv
     Ucraineană (94,12%)
     Rusă (4,96%)
     Alte limbi (0,2%)
Conform recensământului din 2001, majoritatea populației comunei Hrușiv era vorbitoare de ucraineană (94,12%), existând în minoritate și vorbitori de rusă (4,96%).